# Capitolio de Palaos
El Capitolio de Palaos es la sede del Congreso Nacional de Palaos y está ubicado en Ngerulmud, la capital administrativa del país. Su diseño está basado en el Capitolio de los Estados Unidos.

## Descripción
El complejo tiene tres alas:
- Edificio ejecutivo (ala oeste) que alberga el Gobierno de Palaos (presidente y gabinete)
- Edificio legislativo (ala central) que alberga el Congreso Nacional de Palaos
- Edificio judicial (ala este) que alberga la División de Apelaciones del Tribunal Supremo de Palaos.

|                    |
| Edificio Ejecutivo |

|                   |
| Edificio Judicial |

|                      |
| Edificio Legislativo |